# ニャロメ
ニャロメは、赤塚不二夫の作品に登場する架空のキャラクター。
初出は、『もーれつア太郎』。

## 性格・設定
ネコであるのだが、二本足で歩き言葉を話す。口癖は「ニャロメ！（この野郎め）」。自らを「ニャンゲン」と称し、猫扱いされると怒る。総じて口癖通り怒りっぽい。
純粋（単純）で優しい部分を持つ反面、いたずら好きな面も持つため、いたずらする側といたずらされる側の両方に立つことがある。
知力は幼稚園児並で人語を喋る。数値計算の四則演算が解り、文字は「し・の・く」の3文字しか知らないが通常の猫よりは知能が優れていることが判明している。
『もーれつア太郎』のエピソード「ニャロメにも誕生日があった」によれば、生年月日は昭和16年（1941年）7月17日。

## 赤塚不二夫作品でのニャロメ
初出の『もーれつア太郎』だけでなく、多くの作品に客演している（スター・システム）。

### 『もーれつア太郎』
『もーれつア太郎』ではケムンパス（毛虫）やべし（カエル）とともに、ア太郎の町の空き地に住む野良猫。
人間の女性を好きになることが多く、「おれと結婚しろニャロメ!! シャーワセにするニャロメ!!」と、よく求婚しているが、いつも失敗している。ア太郎やデコッ八、果てはブタ松やココロのボスにまでいじめられてばかりいる。
『もーれつア太郎』での主人公はア太郎であるが、ニャロメを主人公にした作品も少なくない。原作の後半はほとんどニャロメが欠かせない存在になっている。ニャロメの登場でこの作品の人気が高まったという。

### 『おそ松くん』
『おそ松くん』では多くは、魚泥棒を働いたり、ゴミを漁ったりと、普通の野良猫のように描かれているが、二本足で歩いたり言葉を話したりするシーンがある。
『週刊少年サンデー』掲載時の作品に登場したのは、ラスト2作である「ドロボウは教育のため」（チビ太扮するギャングの子分役）と「いまにみていろミーだって」（唐辛子会社の社員役）だけで、『週刊少年キング』掲載時の作品には多く出演しており、特に「おミャわりさんとセーラー服」では実質的な主役であるイヤミに代わって登場、拾得物であるセーラー服を着ていた本官さんを目撃し、言いふらそうとしようとする役で登場した。
アニメ第2作目では、ニャロ子という彼女がいる。

### 『花の菊千代』
『月刊コロコロコミック』に連載されていた『花の菊千代』では1981年8 - 9月号掲載分にニャロメと名乗る野良猫が登場。菊千代いわく、どこかで見た顔という。空腹と陽射しで干物になり、お湯をかけると生き返る。

### 『ニャロメ』
ニャロメが主人公の作品で、単行本『夜の赤塚不二夫』（なりなれ社）に収録されている。バカボンが子ネコを拾い、家で飼うことに。一年後、このネコが「ニャロー」と泣くようになる。実はニャロメの子供だったのだ。

## ニャロメの万博びっくり案内シリーズ
人気絶頂時の1970年に日本万国博覧会、通称「大阪万博」が開催されたのを記念して実業之日本社から発売。ニャロメを筆頭とする『ア太郎』キャラを始め、『おそ松』・『ひみつのアッコちゃん』・『天才バカボン』・『風のカラッペ』キャラ、そして『へんな子ちゃん』の細川へんな子、『おた助くん』のおた助・一郎・ゴリラのお手伝いさんなどといった赤塚キャラが総出演し、大阪万博の各パビリオン・アトラクションなどを紹介した。
- 第1巻「万国博がやってきた!!」（4月1日発売）
- 第2巻「万博で未来をのぞこう!!」（5月15日発売）
- 第3巻「万博で世界をまわろう!!」（7月1日発売）

## ニャロメのおもしろ入門シリーズ
1981年に出版された『ニャロメのおもしろ数学教室』では、ニャロメは学識はあるが口の悪い博士役として数学のトピックを説明するキャラクターとして活躍。他にも多くの赤塚キャラが登場して分かりやすく展開した。この作品が好評となり、翌年以降『ニャロメシリーズ』として科学分野を中心とする入門コミックが次々と描かれた。
- ニャロメのおもしろ数学教室
- ニャロメのおもしろ宇宙論
- ニャロメのおもしろ生命科学教室
- ニャロメのおもしろコンピュータ探検
- ニャロメのおもしろ体の不思議探検
- ニャロメのおもしろ性教室
- ニャロメのおもしろ囲碁入門
- ニャロメのおもしろ将棋入門
- ニャロメのおもしろ麻雀入門

これらの内『数学教室』は、1982年8月11日から同年同月25日まで3回にわたって、TBS系列の『日立テレビシティ』で放送された。

## 『アニメ週刊DX!みいファぷー』
『アニメ週刊DX!みいファぷー』ではアニメの進行役として、ケムンパス（毛虫）や、べし（カエル）とともに登場。

## 『ニャロメ2008』
2008年3月16日にNHK BShiで放送された『ハイビジョン特集』「赤塚不二夫なのだ!!」内で放送された短編アニメ。2010年6月放送のこだわり人物伝『赤塚不二夫 ただただ“愛”なのだ』内でも一部放送された。
成功者となったニャロメがインタビューを受け、過去の栄光を振り返るといった内容。ア太郎、目ン玉つながりのお巡りさん、アッコちゃん、ココロのボスなどの赤塚キャラのその後も語られる。
キャスト
- ニャロメ - 大竹宏
- ココロのボス - 八奈見乗児
- 松尾スズキ - 本人

スタッフ
- 画 - 峯松孝佳（フジオ・プロダクション）
- 作 - 松尾スズキ
- 製作 - フジオ・プロダクション

## 流行語
ニャロメ本人の口癖でもある「ニャロメ！」は、イヤミの「シェー」とともに流行語にまでなっており、多くの影響を生んだ。
- 東宝映画の怪獣であるガニメのネーミングの原点になっている。
- 元近鉄投手柳田豊のライオンズ時代のニックネーム「ニャロメ」の原点になっている。
- 学生運動のセクトに全学連ニャロメ派と称する一派が現れた。旗、闘争用ヘルメットにもニャロメが描かれていた。
- ドラマ『パパと呼ばないで』の千春（演:杉田かおる）が番組の初期に飼っていた猫の名前がニャロメだった。
- 特撮『大戦隊ゴーグルファイブ』第07話「幽霊になったパパ」に登場した戦闘用巨大ロボ、ネココングの掛け声がニャロメだった。

## モデル
- 『ハイビジョン特集』「赤塚不二夫なのだ!!」[1]の中で、赤塚不二夫の小学校時代の友人らが、ニャロメのモデルとなった猫について語っている。
  - このモデルとなった猫は、小学校時代に赤塚少年らが大和郡山市にある現在の奈良交通矢田口町バス停横の池に投げ込んだ石をぶつけられた猫。数日後向かいの茂み（現在は住宅がある場所）から少年らを睨みつけるようにしていたとされている。
- また、武居俊樹・著『赤塚不二夫のことを書いたのだ!!』（2007年・文春文庫、p.77）の中には、赤塚自身のモノローグとして、罠をかけて捕まえた大きな野良猫を縄でグルグル巻きにして石を縛りつけ池に投げ込んだが、その二、三日後、野良猫は水中で縄抜けをしたのかケロッとした顔で野原を走り回っており、このへこたれないしぶとさを見た赤塚少年たちは、野良猫を尊敬の目で見るようになった、という記述がある。

## 関連人物

### 漫画家
赤塚不二夫
ニャロメの生みの親。
あだち勉
漫画『ニャロメのおもしろ麻雀入門』を執筆。
長谷邦夫
漫画『赤塚不二夫 天才ニャロメ伝』を執筆。
吉勝太
漫画『GC（ゴーキャット）ニャロメ!』を執筆。

### 声優
- 大竹宏（『もーれつア太郎』アニメ第1作目、『ニャロメ2008』、『赤塚不二夫アニメコレクション』CM）
- 田の中勇（『もーれつア太郎』アニメ第1作目 登場初期のみ）
- 緒方賢一（『元祖天才バカボン』）
- 千葉繁（『おそ松くん』アニメ第2作目。本官さん・レレレのおじさん(以上初期のみ)・八頭勝三巡査とのダブルキャスト）
- 神谷明（『もーれつア太郎』アニメ第2作目）
- 小島一慶（『ニャロメのおもしろ数学教室』、1982年TBS）
- 西村朋紘（『アニメ週刊DX!みいファぷー』）
- 浅野忠信（『これでいいのだ!!映画★赤塚不二夫』）

### 作詞家・作曲家
いずみたく
『ニャロメのうた』（『もーれつア太郎』アニメ第1作目挿入歌）を作曲。
古田喜昭
『ニャロメのROCK』（『もーれつア太郎』アニメ第2作目エンディングテーマ）を作曲。

### 歌手
大野進
『ニャロメのうた』『おれと結婚しろニャロメ』（『もーれつア太郎』漫画版のイメージソング）を歌唱。